# 克拉伦斯·奥德菲尔德
克拉伦斯·奥德菲尔德（英語：Clarence Oldfield，1899年11月27日—1981年12月14日），南非男子田径运动员。他曾代表南非参加1920年和1924年夏季奥林匹克运动会田径比赛，其中1920年奥运会获得一枚银牌。